# Фортеця Баштове
Фортеця Баштове (алб. Kalaja e Bashtovës) — середньовічна чотирикутна фортеця, розташована поблизу витоку річки Шкумбіні в Адріатичне море в центральній Албанії. Вона є частиною попереднього списку Албанії для того, щоб претендувати на включення до списку Світової спадщини ЮНЕСКО.
Фортеця побудована на родючій рівнинній місцевості на схід від гирла річки Шкумбіні. Руїни розташовані приблизно за 2 кілометри (1,2 миля) із села Віле-Баллай в окрузі Тирана. Повітрям це 36 кілометрів (22 милі) на північ від Фієрі, 20 кілометрів (12 миль) на північний захід від Люшні, 15 кілометрів (9,3 милі) на південь від Каваї та 40 кілометрів (25 миль) на південний захід від Тирани.

## Історія

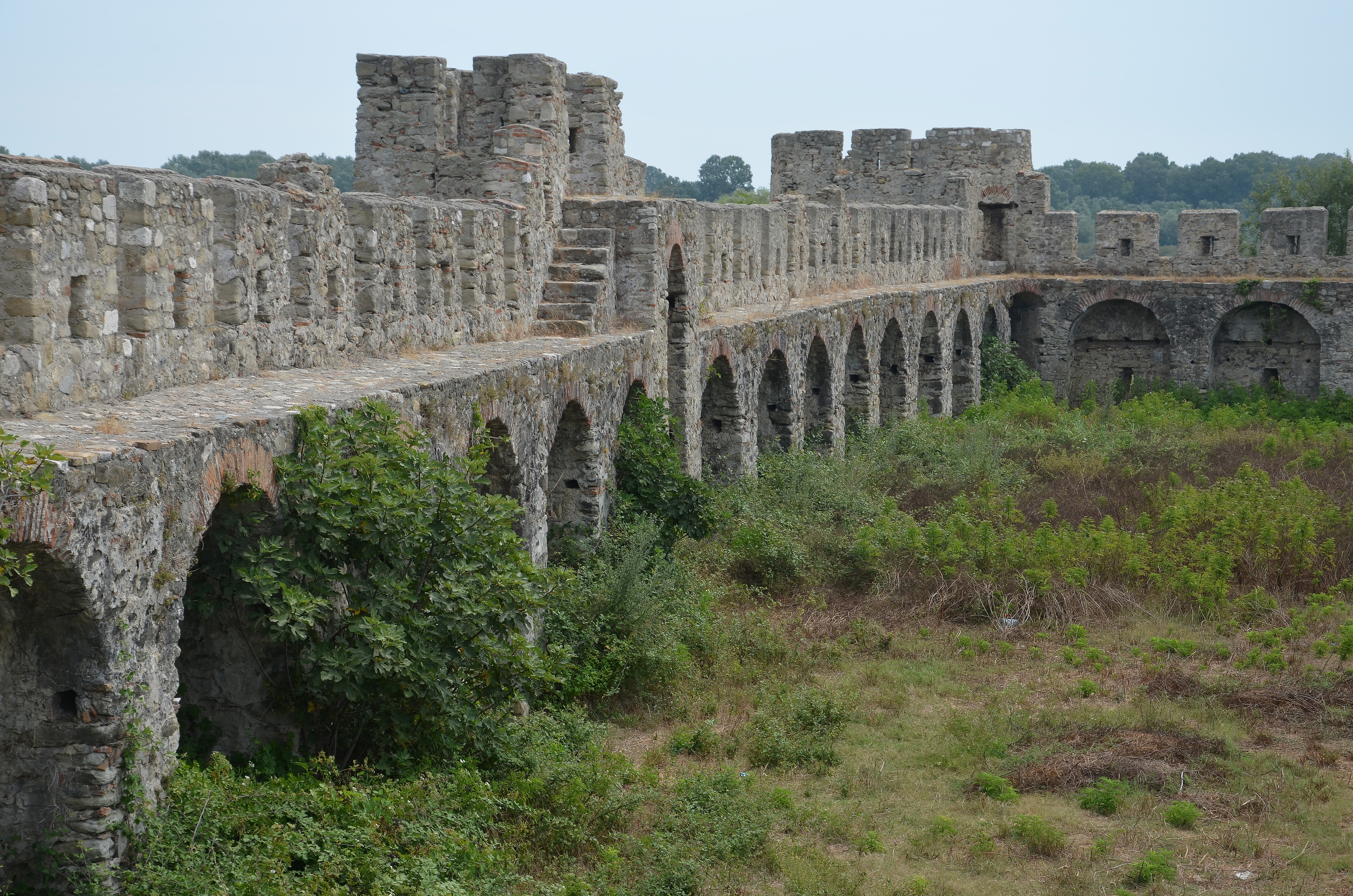
Вид зсередини замку

Раніше в середні віки регіон Баштове був відомий як торгова гавань і центр експорту зерна. Походження фортеці деякий час було предметом суперечок серед істориків. Початкова фортеця була побудована в той час, коли регіон був частиною Венеційської імперії, як стверджує Гєрак Карайскай. Однак Ален Дюсельє стверджував, що венеційці побудували існуючу колишню будівлю, яка датується 6 століттям, коли територія була під Візантійською імперією під час династії Юстиніана.

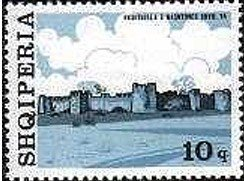
Замок Баштове на марці 1976 р.

Фортеця являє собою прямокутну споруду, орієнтовану в напрямку північ-південь. Є три входи, від яких все ще є добре збережені археологічні сліди. Вони були розміщені біля північної, західної та східної стін. Стіни 9 метрів (30 фут) заввишки та складаються з приблизно 60 на 90 метрів (200 на 300 фут) всередині. На півночі та сході височіють круглі вежі 12 метрів (39 фут) заввишки.

## Сучасність
Нещодавно EU4Culture запланувала реалізувати відновлення фортеці Баштове.